# Мохевцы

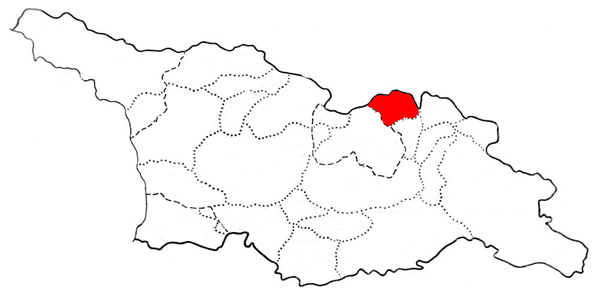
Местоположение исторической области Хеви

Мохевцы (груз. მოხევეები — мохевееби) — этнографическая группа грузинского народа, жители исторической горной области Хеви (груз. ხევი «ущелье»). Говорят на мохевском диалекте грузинского языка. Православные, ещё в XIX веке наряду с христианством сохранялись элементы язычества, веками происходил тесный культурный обмен между мохевцами, осетинами, ингушами. Общая численность — около 7 000 человек.
Название современного Казбекского района и одноимённого села в Грузии (ныне Степанцминда) берет свое начало от имени Казбека Чопикашвили, родоначальника фамилии Казбеги (Казбековы). По некоторым данным, гора Казбек, у подножия которой находится селение Казбеги, также получила свое название, известное в России с XIX века, от имени патронима фамилии Чопикашвили.
Ранее главным занятием было охота, скотоводство.

## Расселение
- Исторически в Хеви (ныне Казбегский муниципалитет),
- в городе Тбилиси,
- в городе Душети,
- в столице Северной Осетии городе Владикавказ, также в пригородных селах, поселках : Балта, Чми, Нижний Ларс, Редант, Михайловское, Карца.

## Некоторые фамилии мохевцев
- Алибегашвили — 420 чел. (Казбеги)
- Акиашвили — 75 чел. (Ачхоти, Горисцихе, Сно)
- Авсаджанишвили — 614 чел. (Арша, Горисцихе, Вардисубани, Сиони, Казбеги, Ткаршети)
- Одишвили — 186 чел. (Сиони)
- Базали — 119 чел. (Арша)
- Булашвили — 156 чел. (Ачхоти, Сно)
- Чабаидзе — 54 чел. (Ачхоти, Ахалцихе, Казбеги, Паншети).
- Чабакаури — 112 чел. (Арша, Гаиботени, Казбеги)
- Чибашвили — 40 чел. (Сно, Казбеги, Ткаршети)
- Чопикашвили — 205 чел. (Казбеги, Цдо)
- Чкареули — 570 чел. (Арша, Ачхоти, Гарбани, Горисцие, Вардисубани, Сиони, Казбеги, Ткаршети, Пхелше, Хуртиси, город Владикавказ Респ. Сев. Осетия РФ)
- Элошвили — 666 чел. (Казбеги, Ткаршети, Пхелше)
- Эпхошвили — 71 чел. (Казбеги)
- Гудушаури — 768 чел. (Арша, Ачхоти, Гарбани, Сиони, Сно, Казбеги)
- Гомиашвили — 110 чел. (Казбеги)
- Гужараидзе — 174 чел. (Гарбани, Казбеги)
- Жамаржашвили — 36 чел. (Гарбани, Сиони, Казбеги, Ткаршети)
- Казаликашвили — 103 чел. (Казбеги)
- Хаикашвили — 68 чел.
- Камараули — 264 чел. (Ачхоти, Каркуча, Сиони, Казбеги, Ткаршети)
- Хартишвили — 93 чел.
- Хулелидзе — 259 чел. (Арша, Казбеги)
- Куркумули — 87 чел. (Пхелше)
- Квирчишвили — 58 чел.
- Марсагишвили — 415 чел. (Арша, Ачхоти, Каркуча, Сиони, Казбеги, Ткаршети)
- Мохевишвили — 257 чел. (Казбеги)
- Паджишвили — 55 чел. (Сиони)
- Пицхелаури — 1,446 чел. (Казбеги)
- Керашвили — 167 чел.
- Кирикашвили — 93 чел. (Казбеги)
- Кукишвили — 92 чел. (Арша, Гарбани, Казбеги)
- Кушашвили — 250 чел. (Казбеги).
- Сабаури — 126 чел. (Паншети,Арша, Гергети)
- Самканашвили — 114 чел. (Арша, Казбеги, Паншети)
- Шадури — 90 чел. (Казбеги)
- Шиолашвили (фамилия Патриарха Грузии Илии II) — 247 чел. (Арша, Ачхоти, Гарбани, Сно, Казбеги, Хуртиси)
- Сужашвили — 371 чел. (Арша, Казбеги)
- Сулиаури — 131 чел. (Арша)
- Тчиалашвили — 82 чел. (Каноби)
- Тучашвили — 121 чел. (Сиони, Казбеги, Хуртиси)
- Вардзукашвили — 58 чел. (Ачхоти, Сно, Казбеги)
- Загашвили — 78 чел. (Арша, Гарбани, Казбеги, Цдо)